# 宋佩珠
宋佩珠（Soong Fie Cho，1989年1月5日—），馬來西亞女子羽毛球運動員。

## 簡歷
2012年12月，宋佩珠參加馬來西亞全國羽球大獎賽，先後與吴伟申和阿米莉亚·艾丽西娅·安瑟利合作贏得混雙和女雙冠軍，成為比賽唯一的雙冠得主。
2013年8月，宋佩珠參加中國廣州舉行的世界羽毛球錦標賽，與阿米莉亚出戰女子雙打項目，首圈以2-0淘汰法國選手晉級，但在第二圈就以0比2（14-21、19-21）不敵9號種子、印尼的皮娅·泽巴迪娅·贝尔纳德特/里基·艾美莉雅·普拉蒂普塔出局。
2018年7月，宋佩珠向馬來西亞羽毛球協會遞交辭呈，請求退出國家隊。

## 主要比賽成績
只列出曾進入準決賽的國際賽事成績：
| 年份   | 賽事                     | 公開賽級別 | 項目     | 搭檔                         | 成績   |
| ------ | ------------------------ | ---------- | -------- | ---------------------------- | ------ |
| 2012年 | 越南羽毛球國際挑戰賽     | 國際挑戰賽 | 女子雙打 | 阿米莉亚·艾丽西娅·安瑟利     | 亞軍   |
| 2012年 | 印尼羽毛球國際挑戰賽     | 國際挑戰賽 | 女子雙打 | 阿米莉亚·艾丽西娅·安瑟利     | 準決賽 |
| 2012年 | 馬來西亞羽毛球國際挑戰賽 | 國際挑戰賽 | 女子雙打 | 阿米莉亚·艾丽西娅·安瑟利     | 準決賽 |
| 2012年 | 印度羽毛球國際挑戰賽     | 國際挑戰賽 | 女子雙打 | 阿米莉亚·艾丽西娅·安瑟利     | 準決賽 |
| 2013年 | 伊朗羽毛球國際挑戰賽     | 國際挑戰賽 | 女子雙打 | 阿米莉亚·艾丽西娅·安瑟利     | 冠軍   |
| 2013年 | 法國羽毛球國際賽         | 國際挑戰賽 | 女子雙打 | 阿米莉亚·艾丽西娅·安瑟利     | 亞軍   |
| 2013年 | 芬蘭羽毛球公開賽         | 國際挑戰賽 | 女子雙打 | 阿米莉亚·艾丽西娅·安瑟利     | 準決賽 |
| 2013年 | 芬蘭羽毛球公開賽         | 國際挑戰賽 | 混合雙打 | 陈伟源                       | 準決賽 |
| 2013年 | 馬來西亞羽毛球國際挑戰賽 | 國際挑戰賽 | 女子雙打 | 阿米莉亚·艾丽西娅·安瑟利     | 亞軍   |
| 2013年 | 越南羽毛球大獎賽         | 大獎賽     | 女子雙打 | 阿米莉亚·艾丽西娅·安瑟利     | 亞軍   |
| 2014年 | 印度羽毛球黃金大獎賽     | 黃金大獎賽 | 混合雙打 | Mohd Lutfi Zaim Abdul Khalid | 準決賽 |
| 2014年 | 伊朗羽毛球國際挑戰賽     | 國際挑戰賽 | 女子雙打 | 阿米莉亚·艾丽西娅·安瑟利     | 冠軍   |
| 2015年 | 印度羽毛球黃金大獎賽     | 黃金大獎賽 | 女子雙打 | 阿米莉亚·艾丽西娅·安瑟利     | 冠軍   |
| 2015年 | 東南亞運動會羽毛球比賽   | 其他       | 女子團體 | －                           | 銀牌   |
| 2015年 | 東南亞運動會羽毛球比賽   | 其他       | 女子雙打 | 阿米莉亚·艾丽西娅·安瑟利     | 金牌   |
| 2017年 | 印尼羽毛球國際系列賽     | 國際系列賽 | 女子雙打 | 鄭清憶                       | 冠軍   |
| 2017年 | 馬來西亞羽毛球國際系列賽 | 國際系列賽 | 女子雙打 | 鄭清憶                       | 冠軍   |
| 2018年 | 芬蘭羽毛球公開賽         | 國際挑戰賽 | 女子雙打 | 鄭清憶                       | 準決賽 |
| 2018年 | 馬來西亞羽毛球國際挑戰賽 | 國際挑戰賽 | 女子雙打 | 鄭清憶                       | 冠軍   |

| 2007-2017年 | 首要超級賽 | 超級賽 | 黃金大獎賽 | 大獎賽 | 國際挑戰賽 | 國際系列賽 | 未來系列賽 | 其他 |

| 2018-2026年 | 總決賽 | 超級1000賽 | 超級750賽 | 超級500賽 | 超級300賽 | 超級100賽 | 國際挑戰賽 | 國際系列賽 | 未來系列賽 | 其他 |

### 奧運會和世錦賽參賽紀錄
|          | 搭檔                     | 2013 | 2014 | 2015 |
| -------- | ------------------------ | ---- | ---- | ---- |
| 女子雙打 | 阿米莉亚·艾丽西娅·安瑟利 | 32強 | 32強 | 8強  |